# Liban
Liban (Phiên âm tiếng Việt: Li-băng; tiếng Ả Rập: لبنان Libnān; phiên âm tiếng Ả Rập Liban: [lɪbˈnæːn]; tiếng Pháp: Liban; tiếng Anh: Lebanon), tên chính thức là Cộng hòa Liban (tiếng Ả Rập: الجمهورية اللبنانية al-Jumhūrīyah al-Lubnānīyah; phiên âm tiếng Ả Rập Liban: [elˈʒʊmhuːɾɪjje l.ˈlɪbnæːnɪjje]; tiếng Pháp: République libanaise; tiếng Anh: Lebanon; phiên âm tiếng Anh: /lɛbənɒn, -nən/), là một quốc gia ở Trung Đông. Liban có nhiều núi, nằm cạnh bờ biển đông của Địa Trung Hải, giáp với Syria về phía Bắc và Đông, Israel về phía nam, nước này có bờ biển hẹp dọc theo ranh giới phía Tây.
Cái tên Liban (cũng được viết là "Loubnan" hay "Lebnan") có nguồn gốc từ nhóm ngôn ngữ Semit, nghĩa là "trắng", để chỉ đỉnh núi tuyết phủ ở núi Liban.
Trước nội chiến (1975-1990), Liban là một quốc gia thịnh vượng. Sau nội chiến, cho tới tháng 6 năm 2006, tình trạng căng thẳng chính trị mới dần được cải thiện. Tuy nhiên, xung đột giữa Israel và Hezbollah đã ảnh hưởng lớn đến quốc gia này.

## Lịch sử
Từ đầu thiên niên kỉ 3 TCN, người Canaan và người Phoenicia đến xâm chiếm các vùng ven biển và lập các thành bang (Babylon, Berytos, Sidon và Tyr). Từ thế kỷ VII TCN, đến thế kỷ I TCN, vùng lãnh thổ này lần lượt rơi vào ách thống trị của các đế quốc Assyria, Babylon, Ba Tư và Hy Lạp, rồi sáp nhập vào tỉnh Syria thuộc quyền kiểm soát của người La Mã (Thế kỷ I TCN), người Byzantine. Vào thế kỷ VII, cuộc chinh phục của người Ả Rập đã đẩy lùi những cộng đồng người Kitô giáo về phía các miền núi. Vùng này bị người Franc chiếm đóng (1098-1291), rồi đến người Ai Cập trước khi hoàn toàn rơi vào sự thống trị của đế quốc Ottoman (1516).
Từ thế kỷ XVII, các tiểu vương quốc Hồi giáo người Druze đã thống nhất vùng núi Liban và tìm cách giành quyền tự trị, trong khi ảnh hưởng của cộng đồng Công giáo Maronite ngày càng lớn mạnh. Năm 1861, tiếp theo những xung đột giữa cộng đồng Hồi giáo và cộng đồng Công giáo, Pháp đã can thiệp nhằm bảo vệ người Công giáo và thành lập vùng tự trị Mont-Liban cho người Công giáo năm 1864. Sau Chiến tranh thế giới thứ I, Liban trở thành lãnh thổ ủy trị của Pháp. Năm 1943, Liban tuyên bố độc lập. Một "Hiệp ước dân tộc" được ký kết nhằm duy trì sự cân bằng quyền lực chính trị giữa các cộng đồng Hồi giáo Sunni, Shia và người Druze, Chính thống Hy Lạp và Chính thống Armenia. Chức vụ Tổng thống thuộc về một thành viên thuộc cộng đồng người Maronite nhờ ưu thế đa số của người Cơ Đốc giáo, Thủ tướng là một người Hồi giáo Sunni; Chủ tịch nghị viện là một người Hồi giáo Shi'a.
Năm 1945, Liban tham gia thành lập Liên minh Ả Rập.
Thịnh vượng kinh tế đi kèm theo những gia tăng bất công xã hội làm phát sinh những căng thẳng giữa các cộng đồng, dẫn đến cuộc nội chiến đầu tiên năm 1958. Quân đội Hoa Kỳ được gởi đến theo yêu cầu của Tổng thống Camille Chamoun và rút quân sau khi thành lập chính quyền mới.
Năm 1967, sau cuộc Chiến tranh Ả Rập-Israel 1948, người Palestine ồ ạt chạy sang lánh nạn ở Liban. Sự hiện diện của khoảng 350.000 người tị nạn Palestine và Tổ chức Giải phóng Palestine (PLO) bị Jordan trục xuất (1970- 1971) đã khiến cho cuộc nội chiến lần thứ hai bùng nổ năm 1976. Tình hình trở nên trầm trọng hơn khi quân đội Syria hiện diện ở một phần lãnh thổ Liban (1976) và sự can thiệp quân sự của Israel (1978). Năm 1982, quân đội Israel phong tỏa thủ đô Beyrouth và đánh đuổi lực lượng vũ trang của tổ chức PLO. Năm 1985, quân đội Israel rút khỏi Liban, nhưng vẫn duy trì sự hiện diện ở phần lãnh thổ phía nam, được gọi là "vùng an toàn". Cuộc nội chiến vẫn tiếp tục kéo dài tình hình càng trở nên phức tạp hơn do những cuộc đối đầu giữa các khuynh hướng Hồi giáo khác nhau. Từ năm 1985, nhóm Hồi giáo Hezbollah gia tăng các vụ bắt cóc con tin người phương Tây. Tình hình này đã khiến cho quân đội Syria quay trở lại chiếm đóng ở Tây Beyrouth năm 1987. Nhiệm kì của Tổng thống Amine Gemayel kết thúc năm 1988 nhưng không có cuộc bầu cử người kế nhiệm. Hai chính phủ được hình thành: một chính phủ thuộc dân sự và Hồi giáo do Selim Hoss lãnh đạo đặt trụ sở tại Tây Beyrouth, chính phủ còn lại thuộc về giới quân sự và người Cơ Đốc giáo do Tướng Michel Aoun lãnh đạo có trụ sở ở Đông Beyrouth. Năm 1989, Elias Hraoui trở thành Tổng thống. Hiến pháp mới năm 1990 thành lập Đệ Nhị Cộng hòa ở Liban đồng thời thừa nhận lại các thỏa thuận được ký kết tại Taif năm 1989. Thoả thuận được ký kết tại Taif dự kiến lập lại sự cân bằng đại diện hợp pháp giữa các cộng đồng Hồi giáo và cộng đồng Cơ Đốc giáo trong đó quân đội Liban được sự ủng hộ của Syria đã chấm dứt cuộc đối đầu của tướng Aoun. Năm 1991, hiệp ước Damascus lập quyền bảo hộ của Syria tại Liban. Năm 1996, cuộc chiến giữa tổ chức Hezbollah và quân đội Israel lại diễn ra ác liệt ở miền Nam Liban. Tháng 5 năm 2000, quân đội Israel rút quân khỏi miền Nam Liban, nhưng tình trạng xung đột giữa Israel và tổ chức Hồi giáo Hezbollah vẫn tiếp tục diễn ra.
Vụ ám sát cựu Thủ tướng Rafik Hariri ngày 2 tháng 2 năm 2005 làm dấy lên các cuộc biểu tình chống lại sự hiện diện của quân đội Syria tại Liban và buộc Syria rút hết quân khỏi Liban tháng 4 năm 2005. Tháng 5 và tháng 6 năm 2005, Liban tổ chức cuộc bầu cử Quốc hội đầu tiên sau nội chiến không có sự can dự của nước ngoài dẫn đến thắng lợi cho liên minh của Saad Hariri (con trai cựu Thủ tướng Hariri bị sát hại) chiếm gần 2/3 số ghế Quốc hội. Sau 18 tháng khủng hoảng chính trị và 6 tháng bỏ trống ghế tổng thống, ngày 25 tháng 5 năm 2008. Quốc hội Liban đã bầu ông Michel Suleiman làm Tổng thống mới, chấm dứt cuộc khủng hoảng chính trị nói trên. Tuy nhiên, sau khi nhiệm kỳ ông Michel Suleiman kết thúc, khủng hoảng lại xảy ra. Ghế tổng thống bị bỏ trống hơn hai năm. Trong khi đó, chính phủ thì tê liệt và xảy ra một cuộc khủng hoảng rác. Ngày 31 tháng 10 năm 2016, sau hơn 30 cuộc họp, nghị viện đã bầu ông Michel Aoun, cựu tướng quân đội, từng làm tổng thống từ năm 1988 đến năm 1990 làm tổng thống, và ngày 18 tháng 12, Saad Hariri được bổ nhiệm làm thủ tướng, chấm dứt khủng hoảng.

## Chính trị
Liban là một nước cộng hòa trong đó ba chức vụ cao nhất được dành cho các thành viên thuộc các nhóm tôn giáo cụ thể:
- Tổng thống phải là tín đồ Công giáo Maronite.
- Thủ tướng phải là tín đồ Hồi giáo Sunni.
- Chủ tịch Nghị viện phải là một tín đồ Hồi giáo Shia.
- Bên cạnh đó, Phó Thủ tướng và Phó Chủ tịch Nghị viện là 2 chức vụ dành cho tín đồ Chính thống giáo.

Sự sắp đặt này là một phần của "Hiệp ước Quốc gia" (tiếng Ả Rập: الميثاق الوطني - al Mithaq al Watani), một thỏa thuận không được ghi thành văn bản được đưa ra năm 1943 trong cuộc gặp gỡ giữa tổng thống đầu tiên của Liban (một tín đồ Maronite) và thủ tướng đầu tiên (một tín đồ Sunni), dù nó không được chính thức hóa trong Hiến pháp Liban cho tới tận năm 1990, tiếp sau Thỏa thuận Taif. Hiệp ước gồm cả một lời hứa của những người Kitô giáo không tìm kiếm sự bảo vệ của Pháp và chấp nhận "bộ mặt Ả Rập" cho Liban, và lời hứa của người Hồi giáo công nhận sự độc lập và tính hợp pháp của nhà nước Liban trong biên giới được vạch ra năm 1920 và từ bỏ tham vọng liên bang với Syria. Hiệp ước này dù khi ấy chỉ là một thỏa hiệp tạm thời, vẫn rất cần thiết cho tới khi Liban thật sự có được một sự đồng nhất quốc gia. Nó vẫn tiếp tục hiện diện và các cuộc nội chiến tiếp diễn sau đó tiếp tục có ảnh hưởng thống trị tới chính trị Liban.
Hiệp ước cũng quy định rằng số ghế trong Nghị viện phải được phân chia theo tôn giáo và theo vùng, với tỷ lệ 6 thành viên Kitô giáo trên 5 thành viên Hồi giáo, một tỷ lệ dựa trên cuộc điều tra dân số năm 1932, được tiến hành ở thời điểm các tín đồ Kitô giáo vẫn chiếm một đa số nhỏ. Thỏa thuận Taif thêm rằng tỷ lệ số ghế của hai tôn giáo sẽ là ngang nhau.
Hiến pháp cho phép người dân thay đổi chính phủ. Mặc dù, từ giữa thập niên 1970 cho tới cuộc bầu cử nghị viện năm 1992, cuộc nội chiến đã không cho phép người dân thực thi quyền này. Theo hiến pháp, các cuộc bầu cử nghị viện trực tiếp phải được tiến hành bốn năm một lần. Cuộc bầu cử gần đây nhất diễn ra năm 2000; cuộc bầu cử dự định năm 2004 đã bị trì hoãn một năm.
Thành phần nghị viện dựa trên sắc tộc và tôn giáo nhiều hơn ý thức hệ. Sự phân chia số ghế trong nghị viện gần đây đã được thay đổi.
Nghị viện bầu ra Tổng thống nước cộng hòa với nhiệm kỳ sáu năm. Tổng thống bị cấm giữ nhiệm kỳ liên tục. Quy định hiến pháp này đã được thông qua bởi hai lần sửa đổi gần đây, tuy nhiên, dưới sức ép của chính phủ Syria. Nhiệm kỳ của Elias Hrawi đúng ra đã kết thúc năm 1995, nhưng được kéo dài thêm ba năm nữa. Việc này lại được lặp lại năm 2004 cho phép Emile Lahoud tiếp tục giữ ghế tới năm 2007. Những người ủng hộ dân chủ đã phản đối những hành động này.
Cuộc bầu cử tổng thống cuối cùng diễn ra năm 1998. Tổng thống chỉ định Thủ tướng dựa trên sự đề xuất của Nghị viện. Liban có nhiều đảng chính trị, nhưng vai trò của chúng kém quan trọng trong đa số các hệ thống nghị viện. Trên thực tế, đa số chỉ đại diện cho quyền lợi của riêng mình; nhiều người trong số họ được lọt vào danh sách ứng cử viên chỉ vì là người nổi tiếng trong nước hay trên thế giới. Phiếu bầu thường dựa theo các cuộc đàm phán giữa các lãnh đạo địa phương, lãnh đạo dòng họ, các nhóm tôn giáo và các đảng chính trị; những liên minh lỏng lẻo này chỉ tồn tại trong thời gian bầu cử và hiếm khi hợp tác chặt chẽ với nhau thành một khối trong Nghị viện sau đó.
Hệ thống tư pháp Liban dựa trên Luật Napoléon. Các bồi thẩm đoàn không hiện diện tại các phiên xử. Hệ thống tòa án Liban có ba mức - tòa sơ thẩm, tòa phúc thẩm, và tòa phá án. Cũng có một hệ thống tòa án tôn giáo có quyền tái phán đối với các cá nhân bên trong cộng đồng của họ, phán xử các vụ như hôn nhân, ly dị, và thừa kế. Luật pháp Liban không quản lý hôn nhân dân sự (dù nó vẫn quản lý các cuộc hôn nhân có yếu tố nước ngoài); những nỗ lực của cựu Tổng thống Elias Hrawi nhằm hợp pháp hóa hôn nhân vào cuối thập kỷ 1990 về vấn đề này chỉ nhận được sự phản đối từ các giáo sĩ Hồi giáo. Ngoài ra, Liban có một hệ thống các tòa án quân sự cũng có quyền tài phán đối với cá nhân dân sự đối với các tội như gián điệp, phản bội, và các tội khác bị coi có liên quan tới an ninh. Các tòa án quân sự này bị các tổ chức nhân quyền như Ân xá quốc tế chỉ trích vì "vi phạm nghiêm trọng các tiêu chuẩn quốc tế về xét xử công bằng" và có "quyền tài phán quá rộng đối với các công dân".

## Các vùng hành chính

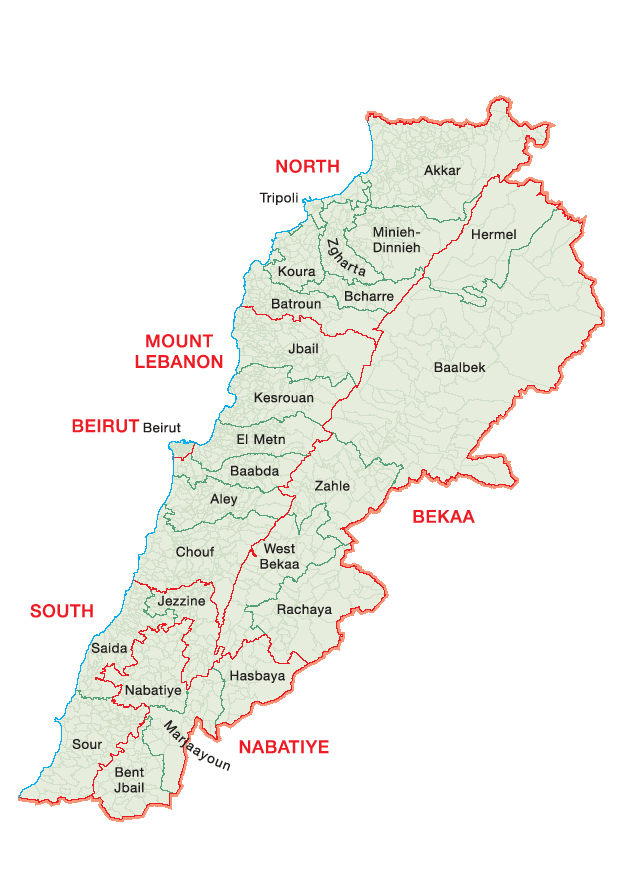
Phân chia hành chính

Liban được chia thành sáu tỉnh (muhafazah, số nhiều muhafazat); các tỉnh này lại được chia thành 25 quận (qadaa, số nhiều aqdya), dưới nữa là nhiều khu đô thị bao quanh một nhóm các thành phố hay làng mạc.
- Tỉnh;
- Quận;
- Thể loại: Các thành phố và làng mạc tại Liban.

## Địa lý
Là một quốc gia ở phía tây vùng Trung Đông, Liban giáp với Địa Trung Hải ở phía tây (bờ biển: 225 km) và phía đông giáp với Vùng trũng Syria-Châu Phi. Liban có 375 km biên giới ở phía bắc với Syria và 79 km biên giới ở phía nam với Israel. Biên giới với Israel đã được Liên hiệp quốc thông qua (xem Đường Xanh (Liban)), dù một phần lãnh thổ nhỏ, gọi là Shebaa Farms nằm trong Cao nguyên Golan được Liban tuyên bố chủ quyền nhưng bị Israel chiếm đóng, Israel tuyên bố trên thực tế vùng đất này thuộc Syria. Liên hiệp quốc đã chính thức tuyên bố vùng này thuộc Syria và không phải lãnh thổ của Liban, nhưng Hezbollah thỉnh thoảng tung ra các đợt tấn công vào Israeli vào các vị trí bên trong đó, với danh nghĩa giải phóng lãnh thổ Liban.

## Kinh tế
Liban có một nền kinh tế thị trường đang phát triển. Kinh tế theo định hướng lấy dịch vụ làm chủ đạo, các lĩnh vực tăng trưởng chính bao gồm ngân hàng và du lịch. Không hề có hạn chế trao đổi ngoại tệ hay di chuyển đồng vốn, và độ bảo mật ngân hàng rất chặt chẽ. Đặc biệt không hề có hạn chế đối với đầu tư nước ngoài. Tính đến năm 2016, GDP danh nghĩa của Liban đạt 51.815 tỷ USD, đứng thứ 80 thế giới, đứng thứ 28 châu Á và đứng thứ 10 Trung Đông.
Cuộc nội chiến giai đoạn 1975-1991 đã tàn phá nghiêm trọng hạ tầng kinh tế Liban, làm giảm một nửa sản lượng sản xuất, và chấm dứt vị trí trung tâm phân phối vùng đông Trung Đông và đầu mối ngân hàng của nước này. Hòa bình giúp chính phủ trung ương tái kiểm soát quyền lực ở Beirut, bắt đầu thu thuế và tái kiểm soát cảng biển chính và các cơ sở chính phủ. Kinh tế hồi phục nhờ một hệ thống tài chính ngân hàng lành mạnh và nhờ sự phục hồi nhanh chóng các cơ sở sản xuất nhỏ và vừa với các khoản tiền hỗ trợ gia đình gửi về từ nước ngoài, các dịch vụ ngân hàng, xuất khẩu sản phẩm nông nghiệp, trợ giúp nước ngoài và các nguồn trao đổi ngoại tệ.
Trong những năm qua, nền kinh tế Liban đã có bước phát triển đáng kể. Mức tài sản của các ngân hàng đạt tới tới hơn 70 tỷ dollar. Thậm chí với mức giảm sút 10% trong lĩnh vực du lịch năm 2005, vẫn có hơn 1.2 triệu khách du lịch đã tới nước này. Sự tư bản hóa thị trường đang ở mức cao nhất. Tư bản hóa đạt hơn 7 tỷ dollar vào cuối tháng 1 năm 2006. Tuy nhiên, với hậu của những cuộc tấn công từ phía Israel vào tháng 7 năm 2006, nền kinh tế nước này bắt đầu bước vào giai đoạn suy thoái nghiêm trọng.

## Nhân khẩu
Tôn giáo tại Liban (2014)

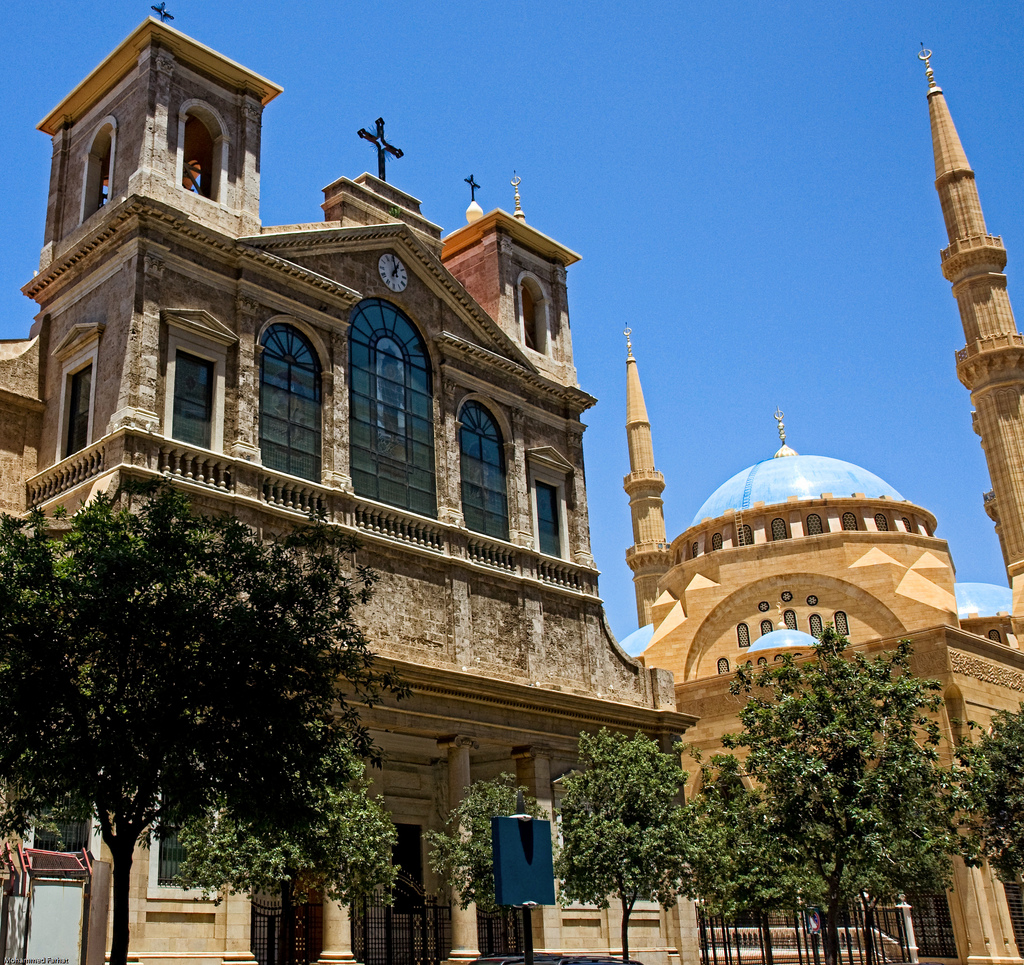
Nhà thờ Kitô giáo và Hồi giáo bên cạnh nhau, Liban là đất nước đa dạng tôn giáo nhất Trung Đông.

Dân số Liban gồm ba nhóm sắc tộc và tôn giáo chính: Hồi giáo (Shi'ites, Sunnis, Alawite), giáo phái Druze, và Kitô giáo (đa số là Công giáo Maronite, Chính thống giáo Hy Lạp, Tông truyền Armenia, Công giáo Melkite, cũng như Chính thống giáo Syria, Công giáo Armenia, Công giáo Syria, Công giáo Chaldea, Công giáo Latinh, Cảnh giáo, Chính thống giáo Coptic và Tin Lành). Liban là quốc gia có số dân theo Kitô giáo đông nhất khu vực Trung Đông.
Không có số liệu điều tra dân số chính thức nào được tiến hành từ năm 1932, phản ánh sự nhạy cảm chính trị tại Liban về sự cân bằng tôn giáo. Theo ước tính khoảng 27% dân số là người Hồi giáo Sunni, 27% là người Hồi giáo Shia, 39% là người Kitô giáo và 5% người Druze. Từng có một số lượng nhỏ người Do Thái, chủ yếu sống tại trung tâm Beirut. Tương tự, một cộng đồng nhỏ (chưa tới 1%) người Kurds (cũng được gọi là Mhallamis hay Mardins) sống tại Liban. Có gần 15 triệu người Liban sống trên khắp thế giới, chủ yếu là tín đồ Kitô giáo, Brasil là nước có cộng đồng người Liban ở nước ngoài lớn nhất Argentina, Úc, Canada, Colombia, Pháp, México, Venezuela và Hoa Kỳ cũng là những nước có số người nhập cư vào Liban đông đảo.
360.000 người tị nạn Palestine đã đăng ký với Cơ quan cứu trợ và việc làm Liên hợp quốc (UNRWA) tại Liban từ năm 1948, ước tính số người này hiện còn khoảng từ 180.000 đến 250.000.
Dân số thành thị, tập trung chủ yếu tại Beirut và Núi Liban, có số lượng doanh nghiệp thương mại rất đáng chú ý. Một thế kỉ rưỡi di cư rồi quay trở lại khiến mạng lưới thương mại của người Liban mở rộng trên toàn cầu từ Bắc và Nam Mỹ tới Châu Âu, Vịnh Ba Tư và Châu Phi. Liban có lực lượng lao động trình độ và tay nghề cao gần tương đương với đa số các nước châu Âu.

## Giáo dục

### Lịch sử giáo dục Liban
Hai bộ đầu tiên quản lý giáo dục ở Liban là Bộ giáo dục và giáo dục cao học, và Bộ nghề nghiệp và đào tạo kỹ thuật, để thúc đẩy hệ thống giáo dục Liban. Năm 1946, sau khi giành độc lập (26 tháng 11 năm 1941) chính phủ đã thông báo chương trình giảng dạy cũ, từ thời bảo hộ Pháp, bằng các chương trình đào tạo mới và ngôn ngữ Ả Rập được dùng làm ngôn ngữ giảng dạy chính tại mọi trường, mang tính bắt buộc đối với mọi cấp học. Chính phủ cũng cho phép mọi sinh viên quyền tự do chọn lựa ngôn ngữ thứ hai hay thứ ba (tiếng Pháp, tiếng Anh, vân vân). Sau đó vào năm 1968 và 1971, chương trình giảng dạy lại được sửa đổi một lần nữa. Mỗi bậc giáo dục được quy định với mục tiêu chi tiết và nội dung các kỳ thi cũng được tiêu chuẩn hóa. Trước chiến tranh, năm 1975, Liban có tỷ lệ biết chữ thuộc hàng cao nhất thế giới Ả Rập. Hơn 80% người dân Liban biết đọc và viết. Nhưng kể từ đó, Liban trở thành một đất nước hỗn loạn làm héo hon nhân dân, tất cả đều vì lý do nội chiến và sự can thiệp nước ngoài. Khi cuộc chiến được tuyên bố "kết thúc", người dân Liban đã bắt đầu tái thiết lại xã hội của mình, thúc đẩy giáo dục thông qua các biện pháp tự do hóa và khuyến khích.

### Trường học tại Liban
Các trường học ở Liban được chia theo ba tiêu chí - trường tư, trường công và bán công. Các trường công thuộc quyền quản lý của chính phủ (Bộ Giáo dục) và miễn phí, được hỗ trợ từ tiền thuế. Bộ Giáo dục cung cấp cho các trường công mọi cuốn sách cần thiết, đối với mỗi cấp giáo dục, số học phí hầu như không đáng kể và thường là miễn phí. Các trường bán công, đa số là trường của nhà thờ như Ecoles des Saint Coeurs, hoạt động như các trường tư nhưng cũng không thu học phí giống như trường công. Các trường còn lại có thu học phí nhưng vẫn được hưởng trợ cấp của chính phủ.
Chính phủ buộc mọi trường học ở Liban đều phải theo một chương trình giảng dạy do Bộ giáo dục đưa ra. Các trường tư có thể thêm các môn học khác nhưng phải được sự đồng ý của Bộ Giáo dục. Ví dụ, các tiết học máy tính có tại hầu hết các trường học dù không thuộc trong chương trình giảng dạy chính thức. Đối với các trường học không có cơ sở vật chất dạy môn này, mọi sinh viên quan tâm đều có thể theo học các khoá máy tính tại các học viện hay các trung tâm khác có mặt ở hầu hết các vùng của Liban.
Tổng số trường công là 192 trường trung học và 1,125 trường tiểu học. Trong số trường trung học, 16 trường dành riêng cho nam sinh và 12 cho nữ sinh, 164 trường còn lại cho cả hai giới. Các trường tiểu học có tổng số 238.556 học sinh với 24.463 giáo viên. Ở tất cả các trường, học sinh được học với các giáo viên chuyên trách từng môn, không có giáo viên chung cho tất cả các môn. Mỗi lớp có khoảng 25 học sinh (một số trường công có thể lên tới 40 học sinh vì thiếu giáo viên). Các môn học chính là Toán học, Khoa học, Lịch sử, Giáo dục công dân, Địa lý, tiếng Ả Rập và tiếng Pháp/tiếng Anh/hay cả hai. Các cơ sở vật chất phục vụ giáo dục khác như Giáo dục thể chất, nghệ thuật, thư viện (không phải ở mọi trường), và chủ yếu tại các trường tư có thêm chuyên gia tư vấn.

### Chương trình giảng dạy tại các trường Liban
Trường công, trường tư và bán công phải theo một chương trình giảng dạy đồng nhất do Bộ giáo dục đề ra đối với trẻ em từ 6 đến 11 tuổi
- Trung học cơ sở – Bốn năm, học sinh được cấp Bằng trung học khi hoàn thành
- Trung học – Ba năm, học sinh qua các kỳ thi chính thức được cấp Bằng tú tài toán, khoa học thực nghiệm và triết học

Giáo dục là miễn phí đối với mọi học sinh và là bắt buộc theo luật. Tuy nhiên, "bắt buộc" không hoàn toàn được tôn trọng. Đã có các kế hoạch nhằm thay đổi vấn đề này trong tương lai gần.

### Các trường cao đẳng và đại học
Sau trung học, sinh viên Liban có thể lựa chọn học tập tại một trường đại học, một trường cao đẳng, một học viện hay một "trường kỹ thuật cao cấp". Số năm học thay đổi tuỳ theo từng trường.
Liban có 15 trường đại học trong số đó Đại học Hoa Kỳ tại Beirut (AUB) và Đại học Hoa Kỳ Liban được công nhận quốc tế. AUB là trường đại học sử dụng tiếng Anh đầu tiên mở cửa tại Liban, trong khi trường đại học đầu tiên là Đại học Saint-Joseph của Pháp. 15 trường đại học, cả công và tư đều có sử dụng tiếng Ả Rập, tiếng Pháp hay tiếng Anh bởi vì đây là những ngôn ngữ được dùng nhiều nhất ở Liban. Có bốn học viện Pháp, 7 học viện Anh và 1 học viện Armenia. Nói chung, các trường đều dạy tiếng Ả Rập và bởi vì đây là ngôn ngữ được dùng nhiều nhất, vì thế nó cũng là ngôn ngữ căn bản trong chương trình học.
Tại các trường đại học dùng tiếng Anh, sinh viên nào đã tốt nghiệp từ một trường sử dụng chương trình dạy kiểu Mỹ vào học sẽ được cấp bằng tương đương với bằng của Bộ giáo dục cao học Liban. Bằng này chứng nhận cho họ được theo học các mức cao hơn. Các sinh viên đó cần có trình độ SAT I, SAT II và TOEFL để không phải qua các kỳ thi chính thức.

## Văn hóa
Liban từng là ngã ba đường giữa các nền văn minh trong nhiều thiên niên kỷ, vì vậy không ngạc nhiên khi một đất nước nhỏ lại sở hữu một nền văn hóa giàu có và mạnh mẽ đến như vậy. Số lượng lớn các nhóm sắc tộc, tôn giáo ở Liban khiến nước này có một nền văn hóa ẩm thực, âm nhạc và các truyền thống văn học cũng như lễ hội rất lớn và đa dạng. Các trường phái nghệ thuật ở Beirut phát triển đầy sinh khí với nhiều cuộc trưng bày nghệ thuật sắp đặt, triển lãm, các buổi trình diễn thời trang, và các buổi hòa nhạc được tổ chức quanh năm tại các gallery, các bảo tàng, nhà hát và các tụ điểm công cộng. Liban có một xã hội hiện đại, giáo dục cao và có lẽ có thể so sánh được với các nước châu Âu ở vùng Địa Trung Hải. Đa số người Liban có thể sử dụng hai thứ tiếng, tiếng Ả rập và tiếng Pháp, điều này giải thích việc Liban là một thành viên của Cộng đồng Pháp ngữ (La Francophonie); tuy nhiên, tiếng Anh cũng đã dần trở nên phổ biến, đặc biệt trong các sinh viên đại học. Đất nước này không chỉ là nơi giao hòa giữa Thiên chúa giáo và Hồi giáo mà Liban còn là cánh cổng nối thế giới Ả Rập với châu Âu cũng như là cây cầu cho châu Âu tới Ả Rập.
Liban cũng có nhiều trường đại học lớn, gồm Đại học Liban, Đại học Hoa Kỳ tại Beirut, Đại học Saint-Joseph và Đại học Hoa Kỳ Liban.
Nhiều lễ hội quốc tế được tổ chức tại Liban, với những nghệ sĩ và khán giả từ Liban cũng như từ nước ngoài. Những lễ hội mùa hè nổi tiếng nhất tại Baalbek, Beiteddine và Byblos.